# Douglas D-558-I
Die Douglas D-558-I (auch D-558-1) Skystreak ist ein US-amerikanisches Experimentalflugzeug für die Erforschung des Fluges im transsonischen Bereich. Es wurde im Jahr 1945 von der Douglas Aircraft Company für das Bureau of Aeronautics der United States Navy und das National Advisory Committee for Aeronautics (NACA) entwickelt. Die D-558-I wurde von einem Turbinen-Strahltriebwerk angetrieben, konnte aus eigener Kraft vom Boden abheben und hatte ungepfeilte Trag- und Leitwerksflächen. Die erste der drei Skystreaks (Bureau Number 37970) absolvierte ihren Jungfernflug am 14. April 1947. Am 20. August des Jahres wurde mit der Douglas D-558-1 Skystreak im Dryden Flight Research Center der erste Geschwindigkeitsweltrekord mit 1030,87 km/h (640,7 mph) aufgestellt.

## Entwicklung
Die im Jahr 1945 entwickelte „Skystreak“ gehörte zusammen mit der X-1, der X-4, der X-5 und der XF-92A zu den frühen Flugzeugen, die den schallnahen Geschwindigkeitsbereich erreichten. Drei der Einsitzerflugzeuge wurden von 1947 bis 1953 in einem gemeinschaftlichen Programm des NACA, des Navy-Marine-Corps und der Douglas Aircraft Company eingesetzt. In dessen Verlauf stellte die D-558-I mehrere Weltrekorde auf. Die Skystreaks wurden von einem Allison J35-A-11-Strahltriebwerk (ursprünglich von General Electric als „TG-180“ entwickelt) mit einer Schubkraft von 22 kN angetrieben. Die Skystreaks konnten insgesamt 871 Liter (230 US-Gallonen) Treibstoff (Kerosin) fassen.

## Einsatz
Die Skystreaks waren ursprünglich scharlachrot lackiert, was ihnen den Spitznamen crimson test tube (purpurnes Reagenzglas) einbrachte. Das NACA änderte später die Farbe in weiß, um die optische Kursverfolgung zu verbessern und das Flugzeug besser fotografieren zu können. Die D-558-I konnte Messgeräte mit einem Gewicht von 288 kg mit sich führen. Sie war ein vorbildlich einfaches transsonisches Flugzeug der ersten Generation. Im öffentlichen Bewusstsein wurden die Forschungsergebnisse der D-558-I jedoch bald von Chuck Yeager und den X-1-Raktenflugzeugen verdrängt. Die D-558-I spielt eine wichtige Rolle in der Luftfahrtforschung, indem sie Einsätze über längere Zeiträume im schallnahen Bereich erlaubte. Dadurch konnte die X-1 für ihre kurzen Überschalleinsätze freigegeben werden.

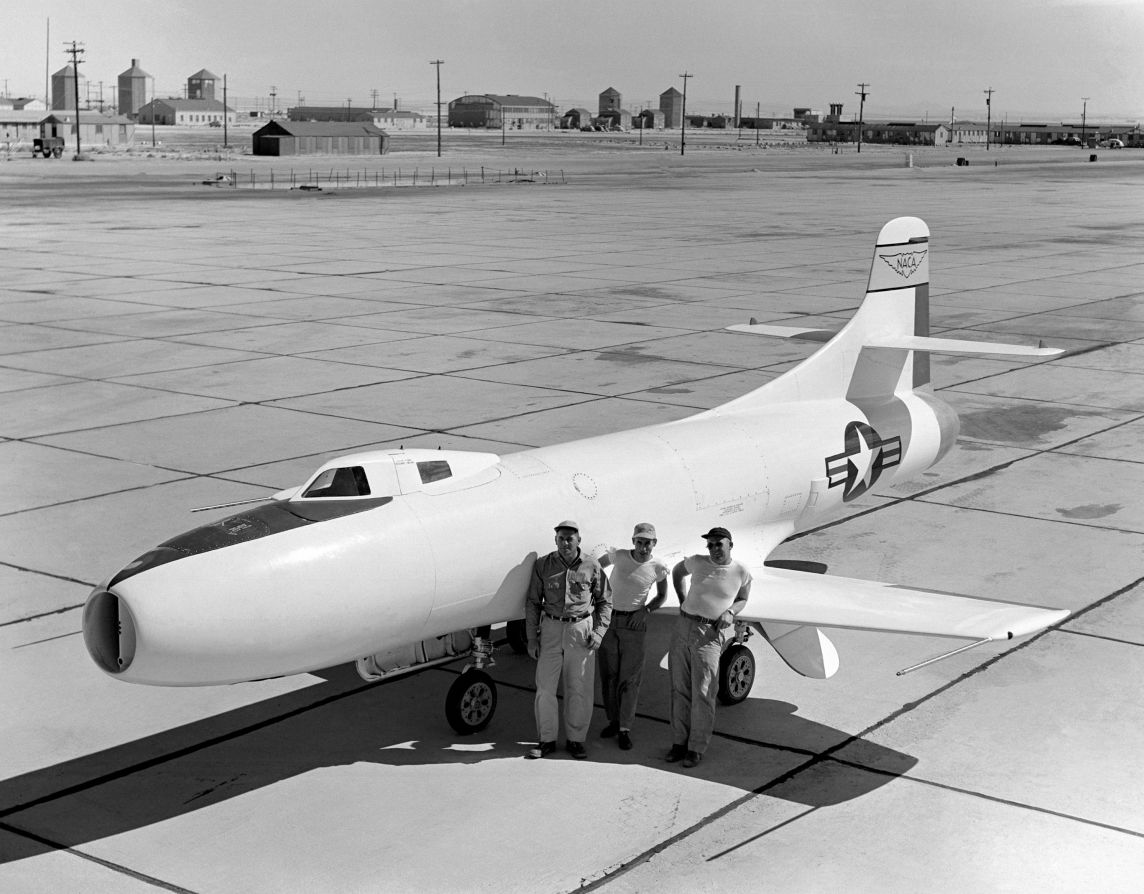
Douglas D-558-I

Die erste der drei Skystreaks (Bureau No. 37970, entspricht der US Navy-Seriennummer) absolvierte ihren Erstflug am 14. April 1947 auf dem Muroc Army Air Field (später Edwards Air Force Base). Am 20. August 1947 wurde mit der Douglas D-558-1 Skystreak im Dryden Flight Research Center der erste Geschwindigkeitsweltrekord mit 1030,870 km/h (640,7 mph) aufgestellt. Weniger als vier Monate nach dem Erstflug stellte dieses Flugzeug unter Commander Turner Caldwell mit 1032 km/h einen neuen Rekord auf. Dieser hielt aber nur fünf Tage und wurde vom Marinepiloten Marion Carl in der zweiten Skystreak (Bureau No. 37971) um 16 km/h überboten. Die erste D-558-I wurde im April 1949, nachdem 101 Testflüge für die Navy, die Air Force und Douglas abgeschlossen waren, zur NACA Muroc Flight Test Unit gebracht, dort jedoch nie wieder eingesetzt. Heute kann sie im National Museum of Naval Aviation besichtigt werden.
Nach 27 Flügen für die Navy und Douglas wurde die zweite D-558-I im November 1947 zur NACA gebracht. Sie wurde von der Messtechnikabteilung der NACA Muroc Flight Test Unit ausführlich untersucht. Das Flugzeug absolvierte 19 Einsätze für das NACA, bevor es am 3. Mai 1948 während eines Startvorgangs infolge eines Kompressorschadens im Triebwerk abstürzte. Dabei wurde der NACA-Pilot Howard C. Lilly getötet.
Die dritte D-558-I (Bureau No. 37972) wurde im Jahr 1949 an die NACA Muroc Flight Test Unit überführt, nachdem drei Douglas-Testpiloten sowie Howard Lilly sie geflogen hatten. Diese dritte Skystreak absolvierte das Flugprogramm, das für die zweite D-558-I vorgesehen war. Vom ersten Einsatz im Jahr 1949 bis ins Jahr 1953 flog die Skystreak ein intensives Forschungsprogramm unter sieben NACA-Testpiloten. Dabei konnten viele nützliche Daten über den Betrieb von Flugzeugen im Geschwindigkeitsbereich nahe der Schallgeschwindigkeit gesammelt werden. Bis zur Außerdienststellung am 10. Juni 1953 absolvierte die dritte D-558-I insgesamt 79 Forschungsflüge für das NACA. Das Flugzeug wurde danach zunächst im Carolinas Historical Aviation Museum (North Carolina) ausgestellt, heute ist es im Marine Corps Air Ground Museum (Virginia) zu sehen.
Insgesamt wurden nur drei Skystreak gebaut.

## Seriennummern
D-558-I Skystreak
- D-558-I #1 – Werknr. 6564, BuNo 37970, NACA-140 – 101 Flüge
- D-558-I #2 – Werknr. 6565, BuNo 37971, NACA-141 – 46 Flüge
- D-558-I #3 – Werknr. 6566, BuNo 37972, NACA-142 – 81 Flüge
- D-558-I #4, #5, #6 – Zusätzliche Flugzeuge, deren Bestellung wieder storniert wurde.

## Technische Daten

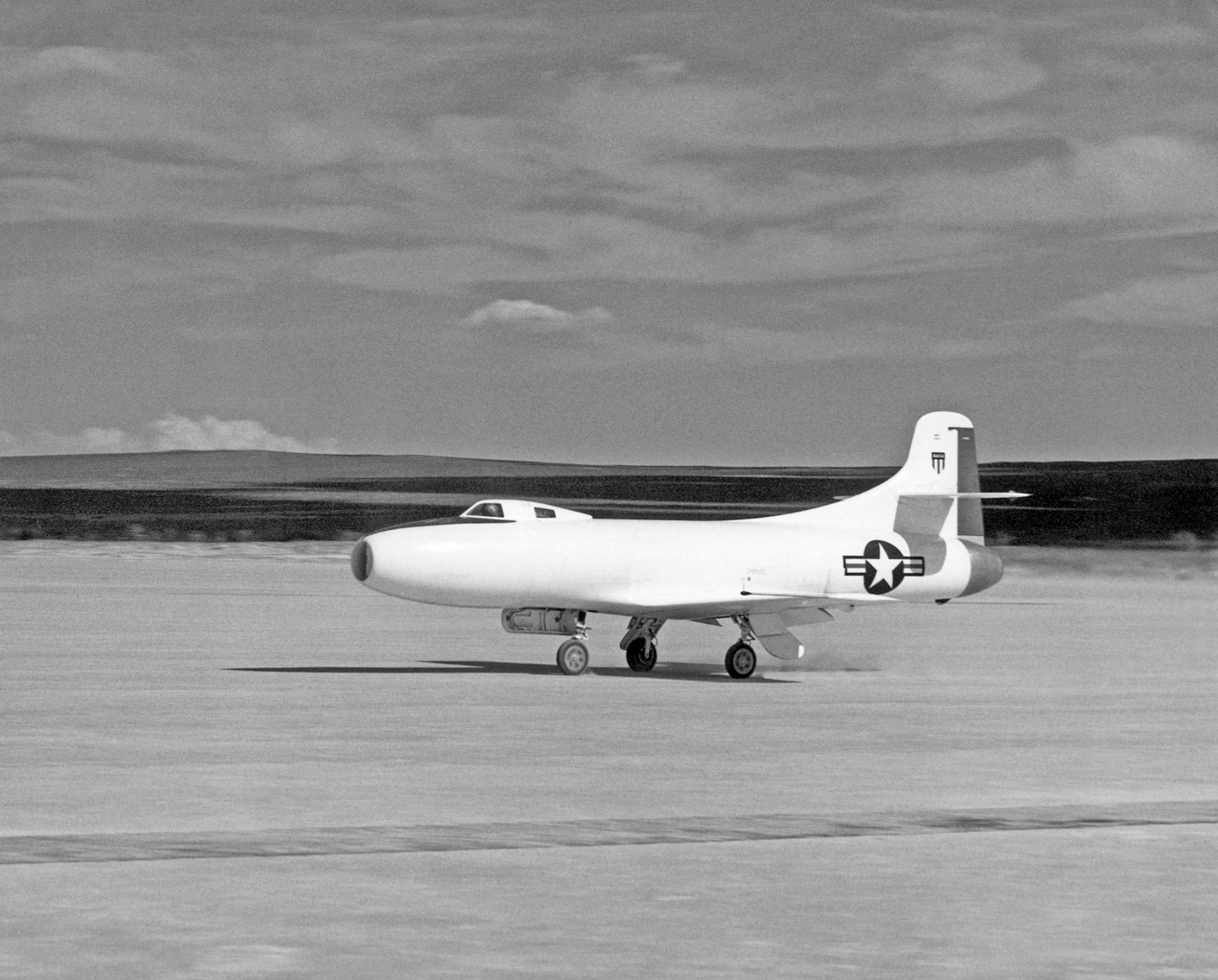
Douglas Skystreak D-558-I

| Kenngröße             | Daten                                                |
| --------------------- | ---------------------------------------------------- |
| Besatzung             | 1                                                    |
| Länge                 | 10,87 m                                              |
| Spannweite            | 7,62 m                                               |
| Höhe                  | 3,68 m                                               |
| Flügelfläche          | 14,00 m²                                             |
| Flügelstreckung       | 4,1                                                  |
| Schub/Masse           | 5,0 N/kg                                             |
| Tragflächenbelastung  | 330 kg/m²                                            |
| max. Startmasse       | 4583 kg                                              |
| Startmasse            | 4423 kg                                              |
| Höchstgeschwindigkeit | 1050 km/h                                            |
| Triebwerke            | ein Strahltriebwerk Allison J35-A-11 mit 22 kN Schub |

## Erhaltene Exemplare
Zwei Skystreak sind bis heute erhalten geblieben. Eine (NACA 140) befindet sich im National Museum of Naval Aviation auf der Naval Air Station Pensacola Florida. Die zweite (NACA 142) ist im Marine Corps Air Ground Museum in Quantico, Virginia zu besichtigen.